# دوریس پول
دوریس پل (انگلیسی: Doris Pole؛ متولد ۴ ژوئن ۱۹۹۸) یک تکواندوکار کروات است.
در مسابقات قهرمانی تکواندو جهان ۲۰۱۹، وی پس از شکست در مسابقه نیمه نهایی مقابل ژنگ شویین، در دسته سنگین‌وزن برنده مدال برنز شد.